# René Barberis
Pour les articles homonymes, voir Barbéris.
René Barbéris, né le 11 mars 1886 à Nice et mort le 11 août 1959 à Syra dans les îles Cyclades (Grèce), est un réalisateur français de cinéma.

## Biographie
Né en 1886 à Nice, fils d'un masseur, René Barbéris fut d'abord assistant réalisateur avant de devenir réalisateur en titre. Il travailla également comme scénariste et adaptateur, essentiellement pour préparer ses propres films. Il fut aussi employé comme  décorateur de cinéma sur Les Petites alliées de Jean Dréville (1936).
Il tourna essentiellement des adaptations de pièces de théâtre et des films de genre méridionaux. Il fut l'ami d'Antonin Artaud et lança la carrière de Marguerite Moreno dans l'un des premiers films parlants du cinéma français, Un trou dans le mur (1930). Son film le plus célèbre est Ramuntcho (1937), dans lequel il dirigea Louis Jouvet.
Il meurt en 1959 à Syra, dans les îles Cyclades (Grèce).

## Filmographie

### Assistant-réalisateur
- 1924 : Mandrin d'Henri Fescourt
- 1924 : Surcouf de Luitz-Morat
- 1925 : Les Misérables d'Henri Fescourt

### Décorateur
- 1936 : Les Petites Alliées de Jean Dréville

### Scénariste
- 1930 : Un hombre de suerte
- 1930 : Un trou dans le mur
- 1933 : Casanova
- 1937 : Ramuntcho
- 1943 : La Chèvre d'or

### Réalisateur
- 1928 : Les Larmes de Colette
- 1928 : La Merveilleuse Journée
- 1928 : La Veine
- 1928 : Le Danseur inconnu
- 1929 : La Tentation coréalisé avec René Leprince
- 1930 : Romance à l'inconnue
- 1930 : Un trou dans le mur
- 1932 : Le Mystère du château d'If
- 1933 : Casanova
- 1937 : Ramuntcho
- 1939 : Coups de feu
- 1943 : La Chèvre d'or